# Gigi Di Fiore
Gigi Di Fiore, all'anagrafe Luigi Di Fiore (Napoli, 2 gennaio 1960), è un giornalista e saggista italiano, la cui attività è in prevalenza focalizzata sulla storia della camorra, la storia del Mezzogiorno e il revisionismo del Risorgimento.

## Biografia
Si laurea nel 1983 in giurisprudenza e diviene giornalista professionista nel 1985. Per tredici anni lavora come cronista di cronaca giudiziaria a Napoli per Il Mattino, per lo stesso giornale è inviato speciale dal 1994. Ha lavorato a Napolioggi, Napolinotte, il Giornale di Napoli e il Giornale, sotto la direzione di Indro Montanelli, come redattore. Ha collaborato con il settimanale Oggi e con il mensile Focus Storia. È uno dei blogger del giornale online de Il Mattino, dove cura le rubriche Controstorie e CrimiNapoli, una storia della camorra a puntate settimanali. Nel 1995, per la pubblicazione di verbali di indagini in alcuni suoi articoli, è pedinato e controllato per un mese dai carabinieri su richiesta della procura della Repubblica di Napoli. La vicenda fu riportata e documentata anche in un capitolo a pagina 42 del Libro bianco pubblicato a Roma dall'Unione nazionale cronisti il 24 ottobre del 2008. Ha donato all'Università di Salerno gran parte del suo archivio giornalistico raccolto dal 1980 al 2018 nel corso della sua attività professionale al Mattino di Napoli. L'archivio, raccolto in 49 faldoni e denominato Fondo Di Fiore, è consultabile al Laboratorio interdipartimentale di Storia e Media Audiovisivi nel Dipartimento di Scienze Politiche e della Comunicazione dell'Università di Salerno.
Oltre all'attività giornalistica, si dedica alla ricerca storica, soprattutto su due argomenti: la criminalità organizzata e la storia del Risorgimento italiano e del Mezzogiorno in generale, con attenzione alla fine del regno delle Due Sicilie e al brigantaggio postunitario. Su questi temi ha pubblicato, tra gli altri: Potere camorrista (Age, Napoli); Io Pasquale Galasso (Tullio Pironti, Napoli, 1994); 1861 - Pontelandolfo e Casalduni un massacro dimenticato (Grimaldi & C., Napoli). Poi, con la UTET: I vinti del Risorgimento (Torino, 2004) e La camorra e le sue storie (Torino, 2005). Nel 2007, per Rizzoli, pubblica Controstoria dell'unità d'Italia, mentre nel 2008 è la volta de L'impero, Gli ultimi giorni di Gaeta nel 2010 e Controstoria della Liberazione nel 2012. Con una diversa copertina, il libro Controstoria dell'unità d'Italia è stato allegato al periodico Focus Storia in edicola nel gennaio del 2013.
Il 29 settembre 2020 pubblica, sempre per la UTET, il saggio storico dal titolo "Pandemia 1836 - La guerra dei Borbone contro il colera", libro particolarmente interessante non solo per analizzare l’epidemia da "cholera morbus" diffusasi in tutto il mondo nell'800, ma anche per meglio comprendere la pandemia da Covid-19 del 2019-20.
Per queste attività ha partecipato a seminari, conferenze, convegni e inchieste sulla criminalità organizzata e il Mezzogiorno, il Risorgimento e il brigantaggio. Ha partecipato a varie trasmissioni televisive come ospite o intervistato, quali Samarcanda, Maurizio Costanzo Show, Il processo del lunedì, L'appello del martedì, Chi l'ha visto?, Italia che vai, Unomattina, Blu notte - Misteri italiani, History e La storia siamo noi. Compare da intervistato nel DVD-libro 'O sistema. È autore dei testi e delle ricerche storiche per le 13 graphic novel realizzate e prodotte da Giffoni Film Festival sui 130 anni di storia del quotidiano Il Mattino.
Le sue pubblicazioni sono state tuttavia anche oggetto di critica da parte di alcuni studiosi, ma con interventi online su siti di scarsa attendibilità scientifica.

## Riconoscimenti
- Nel 1993, 1995 e 1996 gli è stato assegnato uno dei riconoscimenti speciali del Premio nazionale cronista.[senza fonte]
- Nel 2001 ha ottenuto il Premio Saint-Vincent per il giornalismo.[senza fonte]
- Nel 2001 ha ricevuto il Premio "Tommaso Pedio".[senza fonte]
- Nel 2005 ha ricevuto il Premio Nazionale per l'Impegno Civile "Marcello Torre".[senza fonte]
- Nel 2009 il suo libro Controstoria dell'unità d'Italia ha vinto il primo premio per la sezione saggistica nella quinta edizione del Premio letterario città di Melfi.[senza fonte]
- Nel 2010 l'amministrazione comunale di Pontelandolfo gli ha assegnato il premio "Landolfo d'Oro".[senza fonte]
- Nel 2011 ha ottenuto il premio "Guido Dorso" per la sezione giornalismo e saggistica.[7]
- Il suo libro Controstoria della Liberazione ha vinto nel 2012 la terza edizione del Premio Fiuggistoria per la sezione saggio storico.[8]
- Nel 2012 a Santa Maria di Castellabate nel Cilento ha ricevuto il premio "Giuseppe Ripa".[senza fonte]
- Nel 2013 gli viene attribuito a Napoli il premio "Due Sicilie" per le sue ricerche storiche sul Mezzogiorno.[senza fonte]
- Nel 2015 a Cirò Marina in provincia di Crotone gli viene assegnato il premio "Radici 2015" per l'impegno culturale e il contributo alla riscoperta storica del passato del Sud.[senza fonte]
- Il 14 ottobre 2016, l'amministrazione comunale di Pontelandolfo gli ha conferito la cittadinanza onoraria per le ricerche e le pubblicazioni sui fatti di Pontelandolfo e Casalduni del 14 agosto 1861.[9]
- Nel 2017 a Napoli gli viene attribuito il "Premio Giuseppe Calise per il giornalismo" prima edizione, nell'ambito della XXVI Edizione Premio Nazionale Megaris 2017.[10]
- Nel 2018 a Roma gli viene riconosciuto il Premio letterario Letizia Isaia per la sezione Prestigio professionale giunto alla sedicesima edizione.[11]
- Nel 2019 a Montesano sulla Marcellana in provincia di Salerno gli viene attribuito il premio "Filippo Gagliardi" alla Cultura.[12]
- Nel 2019 a Napoli gli viene consegnato il premio "Masaniello napoletani protagonisti".[13]
- Nel 2020 a Gaeta gli viene riconosciuto il Premio nazionale "don Paolo Capobianco" per la categoria Cultura[14]
- Nel 2022 riceve a Nisida il premio "Responsabilità sociale Amato Lamberti" sezione Giornalismo giunto alla nona edizione[15]
- Nel dicembre 2022 gli viene consegnato il premio "Talenti del sud" per la sua attività di giornalista e saggista, istituito dall'associazione Guido Prestisimone[16]
- Il 4 dicembre 2022, gli è assegnato il premio "Fiumicino legalità 2022" per il suo libro "La camorra e le sue storie - la criminalità organizzata a Napoli dalle origini alle paranze dei bimbi" edito da Utet.[17]
- Il 18 febbraio 2023, riceve il premio "Federico Del Prete" giunto alla terza edizione, per il suo impegno di storico e saggista sulla camorra[18]

## Opere
- Da Conti a Vitiello. 36 mesi a Palazzo San Giacomo, Ediservice, Napoli 1987.
- Il Palazzo dei misteri, Edime-Il Mattino, Napoli 1991.
- Potere camorrista. Quattro secoli di malanapoli, Guida, Napoli 1993. ISBN 88-7188-084-6.
- Io, Pasquale Galasso. Da studente in medicina a capocamorra, Pironti, Napoli 1994. ISBN 88-7937-126-6.
- 1861. Pontelandolfo e Casalduni. Un massacro dimenticato, Grimaldi & C. editori, Napoli 1998. ISBN 88-88338-08-X.
- Gli ultimi fuochi di Gaeta. 1860-61, Grimaldi & C. editori, Napoli 2004. ISBN 88-88338-81-0.
- I vinti del Risorgimento. Storia e storie di chi combatté per i Borbone di Napoli, Utet, Torino 2004. ISBN 88-7750-861-2.
- La camorra e le sue storie. La criminalità organizzata a Napoli dalle origini alle ultime guerre, Utet, Torino 2006. ISBN 88-7750-988-0.
- Controstoria dell'unità d'Italia. Fatti e misfatti del Risorgimento, Rizzoli, Milano 2007. ISBN 978-88-17-01846-3.
- L'impero. Traffici, storie e segreti dell'occulta e potente mafia dei Casalesi, Rizzoli, Milano 2008. ISBN 978-88-17-02598-0.
- Gli ultimi giorni di Gaeta. L'assedio che condannò l'Italia all'unità, Rizzoli, Milano 2010. ISBN 978-88-17-04316-8.
- Controstoria della Liberazione. Le stragi e i crimini dimenticati degli Alleati nell'Italia del sud, Rizzoli, Milano 2012. ISBN 978-88-17-05714-1.
- 1861. Pontelandolfo e Casalduni. Un massacro dimenticato, Edizione Focus storia (Gruner+Jahr/Mondadori libri), Milano 2013. ISBN 9788896034170.
- I vinti del Risorgimento. Storia e storie di chi combatté per i Borbone di Napoli, De Agostini-Utet, Milano 2014. ISBN 978-88-511-2530-1.
- La Nazione napoletana. Controstorie borboniche e identità suddista, De Agostini-Utet, Milano 2015. ISBN 978-88-511-2740-4.
- L'esilio del re Borbone nell'Italia dei Savoia, Edizione Focus storia (Gruner+Jahr/Mondadori libri), Milano 2015.
- La camorra e le sue storie. La criminalità organizzata a Napoli dalle origini alle paranze dei bimbi, De Agostini-Utet, Milano 2016. ISBN 978-88-511-3764-9.
- Briganti! Controstoria della guerra contadina nel Sud dei Gattopardi, DeA Planeta libri-Utet, Milano 2017. ISBN 978-88-511-4969-7.
- L'ultimo re di Napoli. L'esilio di Francesco II di Borbone nell'Italia dei Savoia, DeA Planeta libri-Utet, Milano 2018. ISBN 978-88-511-6435-5.
- Napoletanità - dai Borbone a Pino Daniele viaggio nell'anima di un popolo, DeA Planeta libri-Utet, Milano 2019. ISBN 978-88-511-7268-8.
- Pandemia 1836 - La guerra dei Borbone contro il colera, DeA Planeta libri-Utet, Milano 2020. ISBN 978-88-511-8305-9.
- Rappresaglia italiana - Pontelandolfo e Casalduni 14 agosto 1861, Marotta&Cafiero editori, Napoli 2021. ISBN 978-88-313-7948-9.
- Storia del Napoli - Una squadra, una città, una fede, DeA Planeta libri-Utet, Milano 2021. ISBN 978-88-511-8557-2.
- L'ultimo re di Napoli. L'esilio di Francesco II nell'Italia dei Savoia, edizione il Giornale collana I protagonisti, Milano 2022. ISBN 978-88-511-6435-5.
- Il gerarca che sfidò Mussolini - Aurelio Padovani e il fascismo meridionale, DeAgostinilibri-Utet, Milano 2022. ISBN 979-12-212-0272-4.
- Storia del Napoli - Una squadra, una città, una fede. Nuova edizione per il terzo scudetto, DeAgostinilibri-Utet, Milano 2023. ISBN 979-12-212-0813-9.
- Via Chiatamone 65. Ediz.limitata, Langella Edizioni, Napoli 2024. ISBN 9-791280-450203.
- Le Borboniche - Le grandi regine delle Due Sicilie, Edizioni Utet, Milano 2024. ISBN 9791221212150